# Кривошиєвська сільська рада
Кривоши́євська сільська рада (рос. Кривошеевский сельский совет) — сільське поселення у складі Нижньоломовського району Пензенської області Росії.
Адміністративний центр — село Кривошиєвка.

## Населення
Населення — 2400 осіб (2019; 2654 в 2010, 2770 у 2002).

## Склад
До складу сільської ради входять:
| Населений пункт           | Населення, осіб (2002) | Населення, осіб (2010) |
| ------------------------- | ---------------------- | ---------------------- |
| Волженка, присілок        | 438                    | 464                    |
| Замуравські Виселки, село | 123                    | 54                     |
| Кривошиєвка, село         | 1819                   | 1868                   |
| Мічкаські Виселки, село   | 360                    | 257                    |
| Тархово, село             | 30                     | 11                     |